# Adalbert Gramlich
Adalbert Josef Gramlich (* 27. März 1892 in Oberwittstadt; † 28. April 1969 ebenda) war ein deutscher Politiker (CDU).
Gramlich war als Gast- und Landwirt tätig. Während der Zeit des Nationalsozialismus wurde gegen Gramlich ein Ermittlungsverfahren aufgrund eines angeblichen Verstoßes gegen das Heimtückegesetz durch das Sondergericht Mannheim eingeleitet, das jedoch auf Anweisung des Reichsministers der Justiz eingestellt wurde. Nach dem Zweiten Weltkrieg wurde er Bürgermeister seiner Heimatgemeinde Oberwittstadt und trat der CDU bei. 1946 gehörte er der Vorläufigen Volksvertretung von Württemberg-Baden an.